# Agència Catalana de l'Aire
L'Agència Catalana de l'Aire (ACAIR) és un organisme de la Generalitat de Catalunya previst pel Servei Meteorològic de Catalunya que integra tots els aspectes relacionats amb el medi receptor atmosfèric, abastant els riscos, la mesura, el control i la reducció de la contaminació atmosfèrica.

## Objectius
- Identificar i construir la Xarxa Climàtica d'Estacions Meteorològiques.
- Crear la base de dades meteorològica de Catalunya.
- Racionalitzar la informació meteorològica que s‘ofereix en els mitjans de comunicació.
- Ampliar la informació meteorològica a altres aspectes d'interès ambiental per educar i sensibilitzar ambientalment la població.